# Концерт для фортепиано с оркестром № 1 (Мак-Доуэлл)
Концерт для фортепиано с оркестром № 1 ля минор, опус 15 ― сочинение американского композитора Эдуарда Мак-Доуэлла, написанное в 1882 году во Франкфурте и впервые опубликованное два года спустя издательством Breitkopf & Härtel. Концерт посвящен Ференцу Листу.

## История создания
Произведение было написано Мак-Доуэллом примерно за две недели ― в то время, когда он учился в консерватории Хоха у Иоахима Раффа, который однажды нанес неожиданный визит в комнату своего американского ученика и спросил, над чем тот сейчас работает. Мак-Доуэлл, не подумав, ответил ему, что сочиняет фортепианный концерт (на самом деле Эдуард даже не думал взяться за его сочинение). Рафф попросил ученика принести партитуры произведения в следующее воскресенье ― по этой причине Мак-Доуэлл стал усердно трудиться над концертом и сосредоточился на его создании. Встреча с Раффом в намеченный день по неизвестным причинам была отложена, и Эдуард продолжил работу над концертом: ему оставалось написать вторую и третью части. Ко вторнику Мак-Доуэлл завершил свое сочинение и продемонстрировал рукопись концерта учителю. Рафф был настолько восхищен результатом труда начинающего композитора, что посоветовал ему поехать в Веймар и показать пьесу Ференцу Листу. Мак-Доуэлл последовал совету Раффа и сыграл концерт для Листа вместе с Эженом Д’Альбером: Мак-Доуэлл исполнил партию оркестра (на фортепиано), Д’Альбер ― партию солиста.

## Структура
Концерт состоит из трех частей, которым предшествует величественное аккордовое вступление в исполнении фортепиано:
1. Allegro con fuoco
2. Andante tranquillo
3. Presto

Примерная продолжительность звучания ― 25 минут.

## Критика
Джереми Николас в 2001 году писал о произведении:
Несмотря на огромное влияние концерта ля минор Грига, [концерт] ля минор Мак-Доуэлла имеет больше общего с показательными концертами Антона Рубинштейна, и, хотя [его] темам зачастую не хватает индивидуальности, а их трактовка часто носит риторический характер, данная пьеса является эффектным произведением, для убедительной интерпретации которого требуется блестящая техника.